# Mellemdammen (Ribe)
Mellemdammen er en 60 m lang gade mellem 2 af udløbene fra den opstemmede Mølledam i Ribe. Den er dermed også en ø i Ribe Å. Mellemdammen forbinder gaderne Nederdammen og Overdammen.
Husene er bygget på træ, der går ned i byens såkaldte kulturlag. Disse kulturlag og ikke mindst husenes træfundamenter skal konstant holdes fugtige, for at undgå sætningsskader.

## Kolvigs Gaard
Huset på Mellemdammen 13 er kendt som Kolvigs Gaard, efter en gammel Ribe slægt, der kan dateres helt tilbage til 1616
På grunden har der tidligere været en to etagers bygningen for enden, hvor man i dag kan gå over til Hovedengen. Her lå en cikoriefabrik, der brændte 18. september 1919. Bygningen blev aldrig genopført.

## Terpagers hus eller Clausens gård
Terpagers Gård er opført omkring 1442 og er dermed Danmarks ældste bindingsværkshus.
Huset består af en facade ud mod Mellemdammen, med butikker. Men også et større gavl-sidehus bag til, er et markant bindingsværk. Og ikke mindst gården, der fører fra porten og ned til bagsiden af matriklen. Et motiv der er portrætteret et utal af gange på postkort med titlen Terpagers gård eller Clausens gård. Det sidste efter en købmand, der havde sin forretning her i mange år.
I mange år kunne man finde tre butikker i bygningen mod Mellemdammen. Primo 1928 får husets ejer Cigarhandler N.N. Petersen efter en ansøgning lov til at inddrage bygningens port til forretning. Den daværende bygningskommission ved byarkivar Købmand C.N. Termansen giver tilladelsen med begrundelsen, at bygningens stueetage alligevel har mistet al værdi.
94 år senere, i 2016, køber et ripensisk ægtepar bygningen og i starten af 2017 går de i gang med at genetablere den gamle port, der i næsten 100 år har været benyttet til butikslokaler.
2019 modtager ægteparret Esbjerg Kommunes Byfonds præmiering for 2019, efter en særdeles vellykket restaurering af bygningen.